# Опово (Вологодская область)
Опово — деревня в Вытегорском районе Вологодской области.
Входит в состав Андомского сельского поселения (с 1 января 2006 года по 9 апреля 2009 года входила в Макачевское сельское поселение), с точки зрения административно-территориального деления — в Макачевский сельсовет.
Расстояние до районного центра Вытегры по автодороге — 46 км, до центра муниципального образования села Андомский Погост по прямой — 10 км. Ближайшие населённые пункты — Желвачево, Макачево, Перевоз, Рубцово, Сидорово.
По переписи 2002 года население — 12 человек.